# Pseudowintera

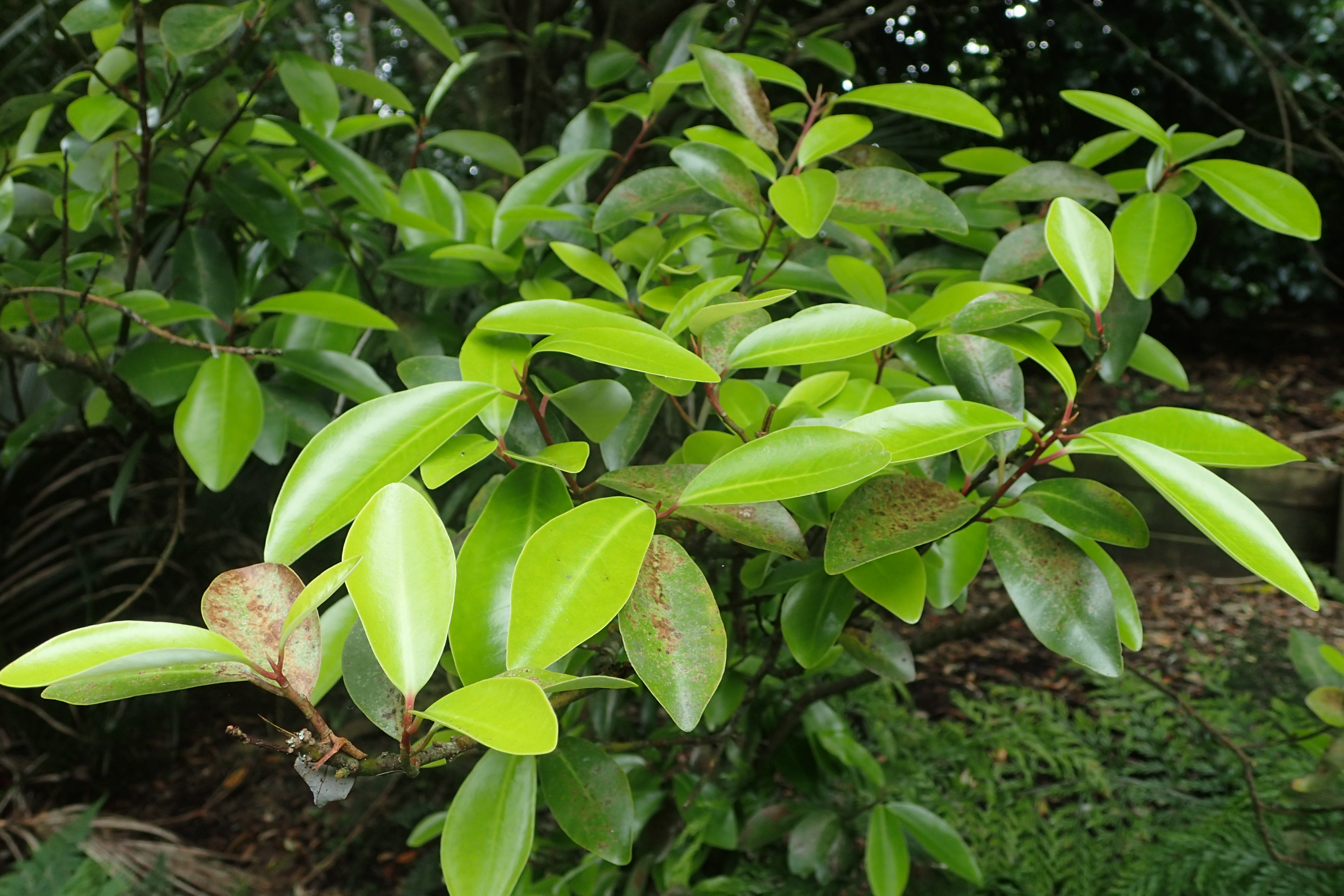
Pseudowintera axillaris

Pseudowintera – rodzaj roślin z rodziny winterowatych (Winteraceae). Obejmuje trzy lub cztery gatunków. Wszystkie są endemitami Nowej Zelandii. Rosną w lasach i zaroślach, zwłaszcza w miejscach prześwietlonych i na zrębach. Pseudowintera colorata ze względu na oryginalne zabarwienie liści uprawiana jest jako gatunek ozdobny. Drobne i wonne kwiaty rozwijają się wczesną wiosną, liście są piekące w smaku. 

## Morfologia
PokrójKrzewy i drzewa osiągające do 8 m wysokości.
LiścieSkrętoległe, zimozielone, skórzaste i pojedyncze. Są zielone, ale młode liście (przez rok) Pseudowintera colorata są czerwonawo zabarwione od góry i białe od spodu.
KwiatySą drobne i zielone, ukryte wśród liści. Listki okwiatu są wolne, mają ok. 5 mm długości i jest ich 5–6. Pręcików jest 15 w trzech okółkach i są one krótsze od okwiatu. Zalążnie pozbawione są szyjki – znamię znajduje się na ich powierzchni.
OwoceCzarne i czerwone jagody zawierające po 2–6 czarnych, kanciastych nasion.

## Systematyka
Jeden z rodzajów z rodziny winterowatych (Winteraceae). 
Wykaz gatunków
- Pseudowintera axillaris (J.R.Forst. & G.Forst.) Dandy
- Pseudowintera colorata (Raoul) Dandy
- Pseudowintera insperata Heenan & de Lange
- Pseudowintera traversii (Buchanan) Dandy